# Jack Dodd
Pour les articles homonymes, voir Dodd.
John Newton Dodd (19 avril 1922 - 20 mai 2005) est un physicien néo-zélandais qui travaillait dans le domaine de la spectroscopie atomique.

## Jeunesse et famille
Né en 1922 à Hastings en Nouvelle-Zélande, Dodd a été scolarisé à la Otago Boys' High School (en). En 1950, il épousa Jean Patricia Oldfield et le couple eut quatre enfants.

## Carrière universitaire
Dodd a fréquenté l'Université d'Otago, où il a obtenu un Master of Science (MSc) avec mention très bien en 1946. Après un doctorat à l'Université de Birmingham obtenu en 1952 avec une thèse intitulée « Proton scattering experiments: a study of the elastic and inelastic scattering of protons from gold, aluminium, magnesium and carbon », il est retourné à l'Université d'Otago pour prendre un poste de chargé de cours. Il a obtenu une chaire professorale en 1965 et a pris sa retraite en 1988.
Pendant son congé à Oxford en 1959-1960, il a travaillé avec George Series qui appliquait des techniques développées par le groupe de recherche d'Alfred Kastler à Paris pour démontrer que le rayonnement d'une superposition cohérente d'états excités d'atomes afficherait des effets d'interférence, appelés battements quantiques (en), et ensemble ils ont développé l'explication théorique du phénomène,. Son amitié avec Series a duré longtemps, et c'est Jack Dodd qui a édité un mémorial Festschrift pour George Series après sa mort en 1995.

## Honneurs et récompenses
Dodd a été élu membre de la Société royale de Nouvelle-Zélande en 1964  et a été président de la société de 1989 à 1993. En 1976, il a été lauréat de la médaille Hector décernée par la société, à l'époque le prix le plus élevé de la science néo-zélandaise. En 1990, il a reçu la Médaille commémorative de la Nouvelle-Zélande.

## Centre Dodd-Walls
Le Dodd-Walls Center for Photonic and Quantum Technologies (en), un centre d'excellence de recherche néo-zélandais basé à l'Université d'Otago, a été nommé d'après Jack Dodd et Dan Walls en reconnaissance de leur rôle de pionniers dans l'établissement de la réputation internationalement reconnue de la Nouvelle-Zélande en photonique, en optique quantique et dans le domaine des atomes ultrafroids (en).

## Publications
- John N. Dodd, Atoms and light: interactions, New York, Springer, 1991 (ISBN 978-1-4757-9333-8)